# Hiremukartihal, Kushtagi
Hiremukartihal là một làng thuộc tehsil Kushtagi, huyện Koppal, bang Karnataka, Ấn Độ.